# 四天王寺前夕陽ヶ丘駅
四天王寺前夕陽ヶ丘駅（してんのうじまえゆうひがおかえき）は、大阪府大阪市天王寺区夕陽丘町にある、大阪市高速電気軌道 (Osaka Metro) 谷町線の駅。駅番号はT26。Osaka Metroの中では文字数も読みも一番長く多い駅である。

## 歴史
開業前、駅名は地名の「夕陽ヶ丘駅」とする予定であり、大阪市も市政だよりや交通局ニュース等で「夕陽ヶ丘駅」の仮称を告知していた。しかし、その後地元住民より「四天王寺前駅」を駅名とするよう求める運動が起こり、開業2か月前に当時の天王寺区長の判断により「四天王寺前駅」を正式な駅名とした。すると今度は「夕陽ヶ丘駅」を支持していた住民から「『西中島・南方駅』に倣った両方の案を包含した名称として『夕陽ヶ丘・四天王寺前駅』を駅名に採用して欲しい」旨区役所、交通局への昼夜を問わない陳情が発生し、やむなく「四天王寺前（夕陽ヶ丘）駅」という現代に於ける副駅名に近しい表記を採用するに至った。

### 年表
- 1968年（昭和43年）12月17日：2号線（現在の谷町線）の谷町四丁目 - 天王寺間延伸時に四天王寺前駅として開業。 当初より（夕陽ヶ丘）と併記されていた。
- 1997年（平成9年）8月29日：四天王寺前夕陽ヶ丘駅に改称。
- 2018年（平成30年）4月1日：大阪市交通局の民営化に伴い、大阪市高速電気軌道 (Osaka Metro) の駅となる。
- 2025年（令和7年）4月3日：可動式ホーム柵の使用を開始[2]。

## 駅構造
相対式ホーム2面2線を有する地下駅である。改札口は各ホームの南北双方に1か所ずつ、合計4か所設けられている。また、双方のホームはホーム中間部にある通路で連絡している。
当駅は、平野管区駅に所属し、同管区駅長により管理されている。

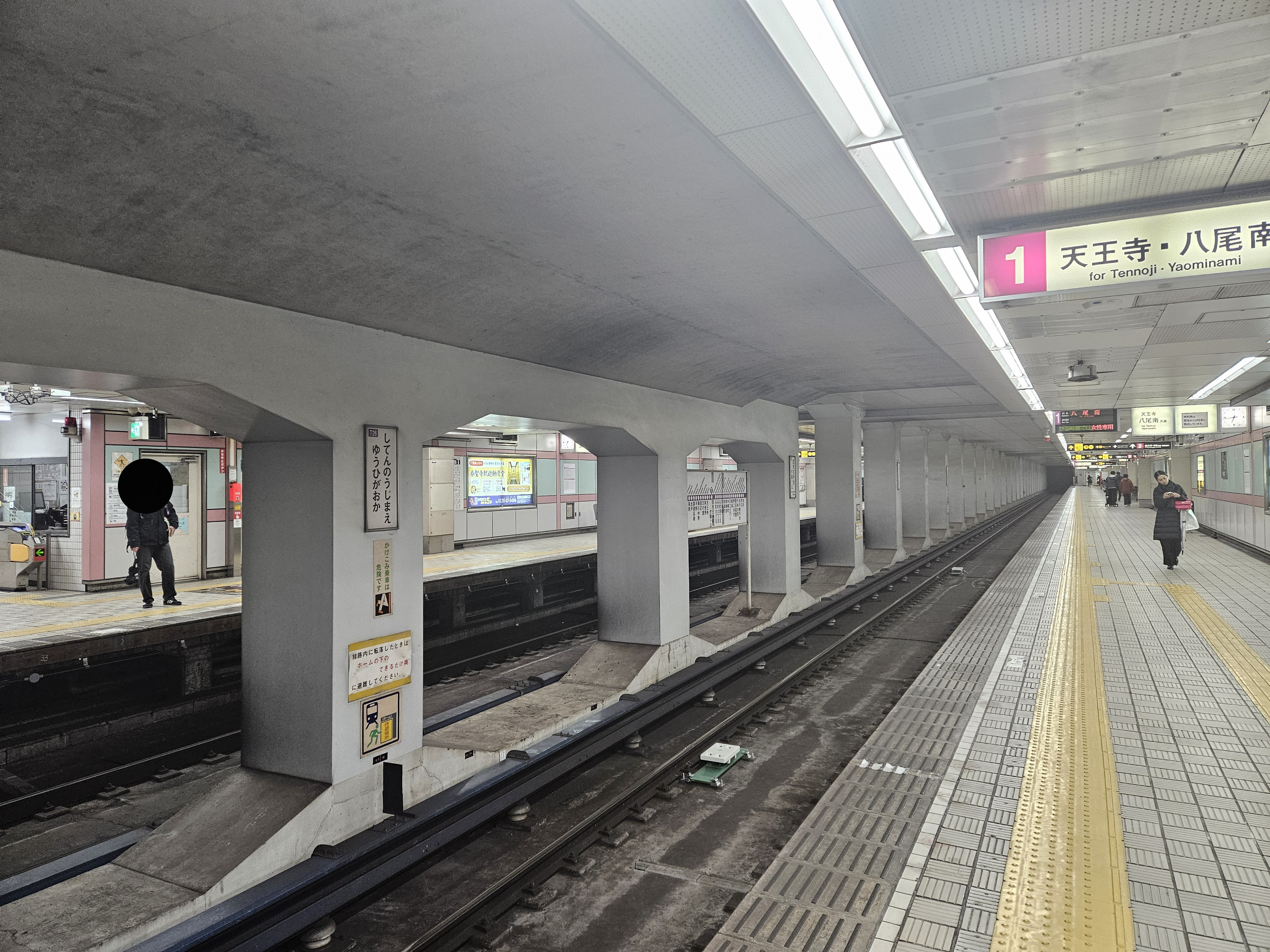
1番線ホーム（ホーム柵設置前、2024年12月）
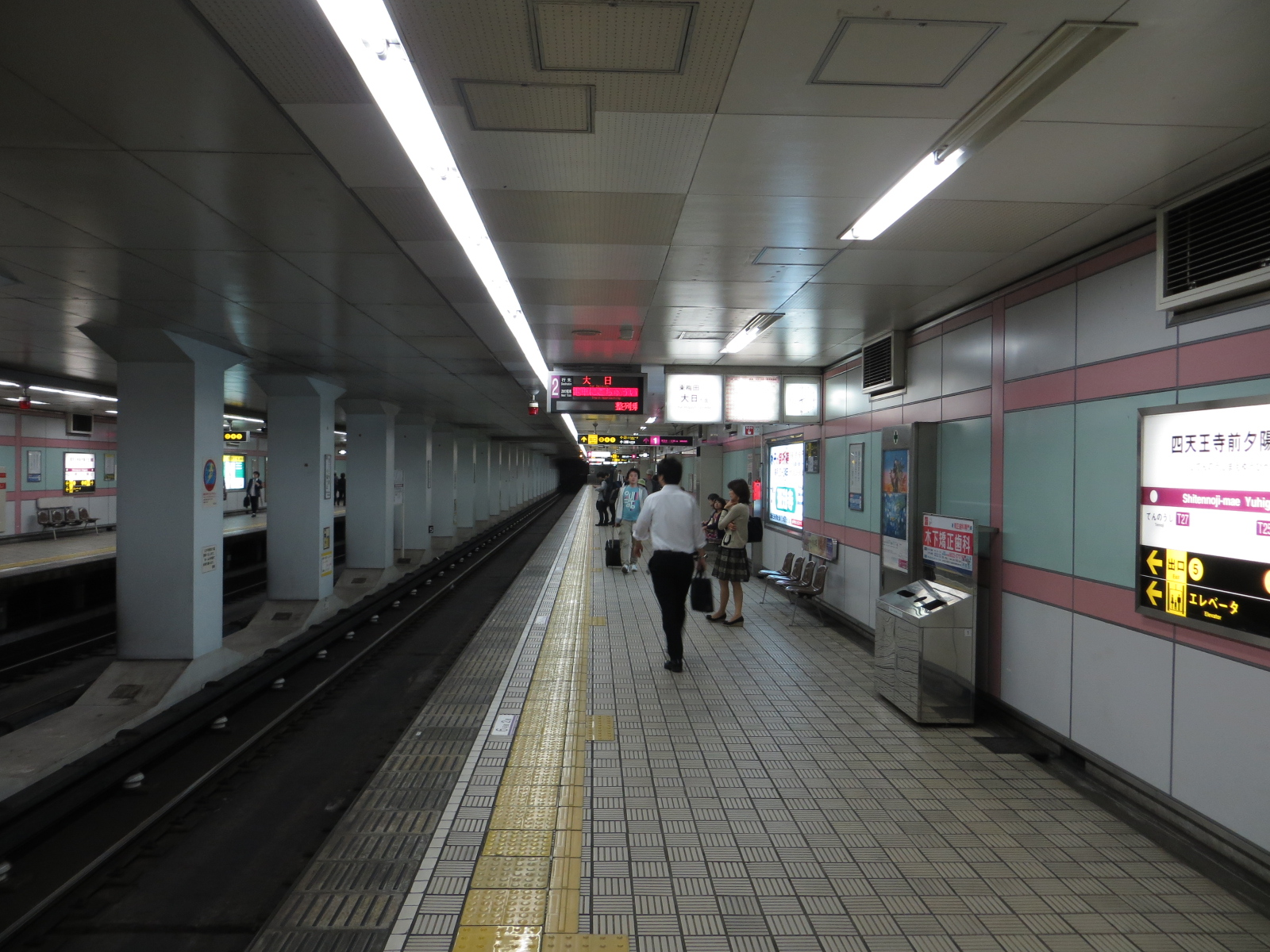
2番線ホーム（ホーム柵設置前、2014年10月）
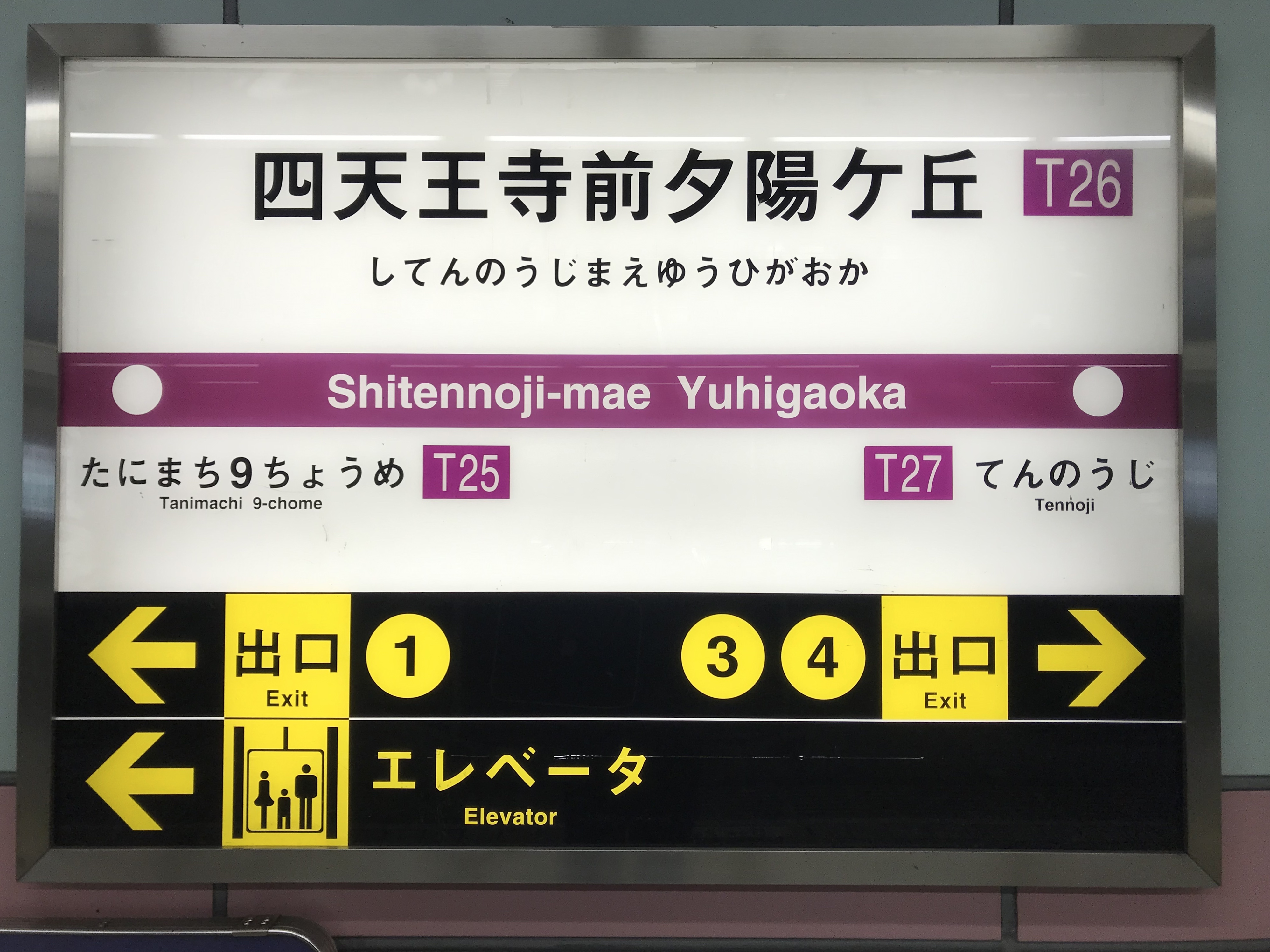
駅名標（2019年1月）

### のりば
| 番線 | 路線   | 行先                   |
| ---- | ------ | ---------------------- |
| 1    | 谷町線 | 天王寺・八尾南方面     |
| 2    | 谷町線 | 東梅田・都島・大日方面 |

### 出口

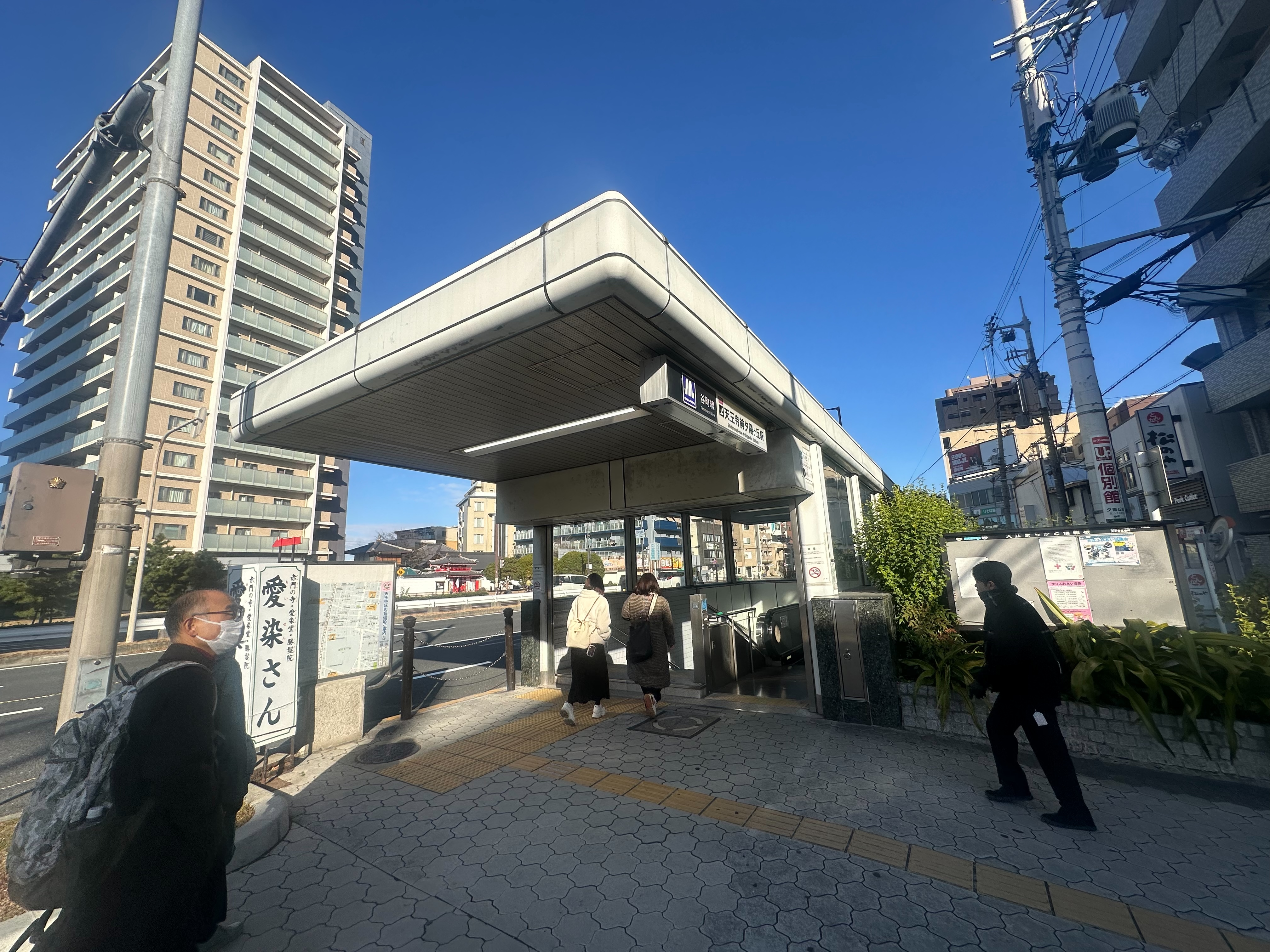
4号出口
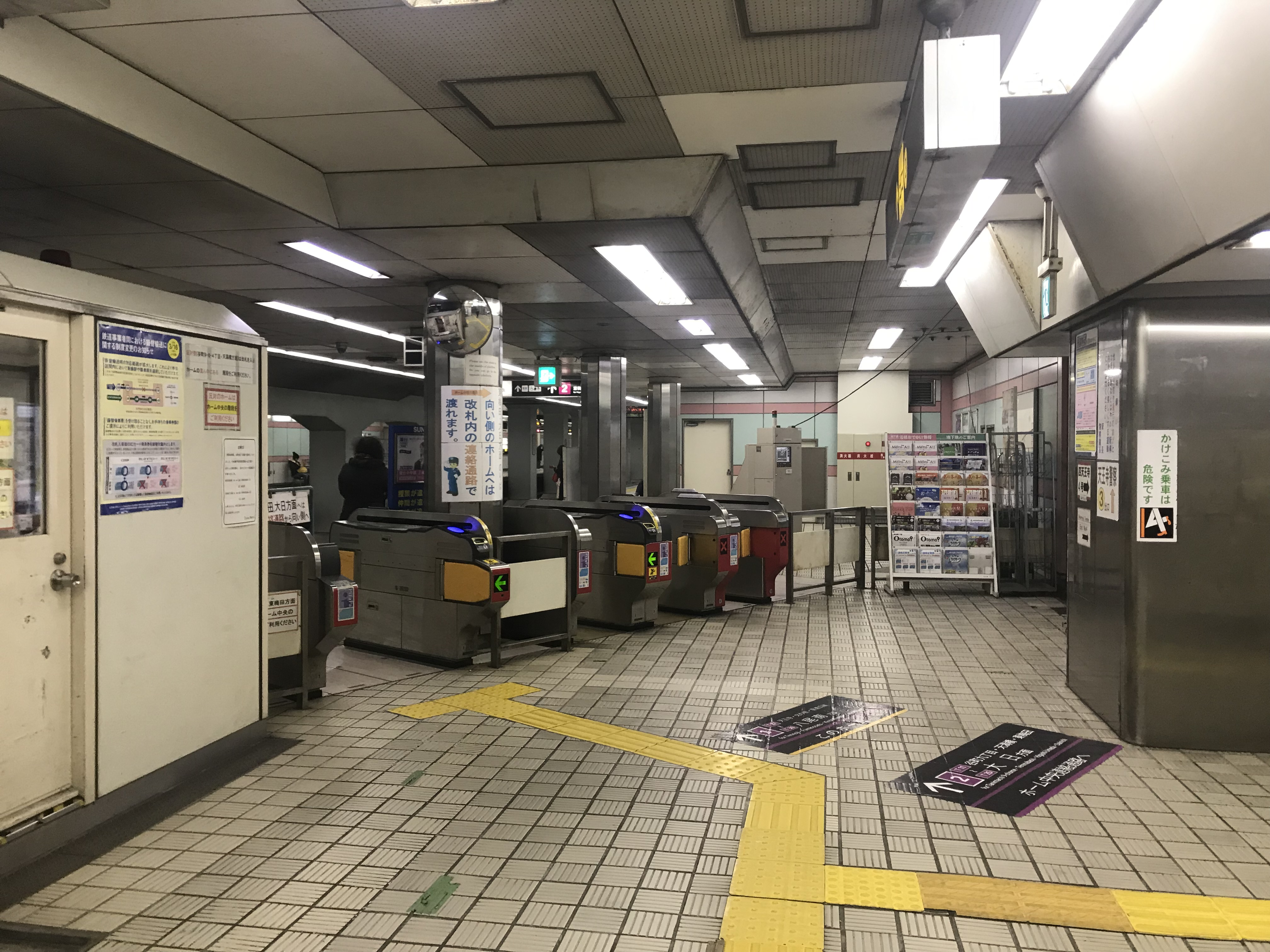
改札口

| 出口番号 | 出口周辺 | 接続改札 | 備考             |
| -------- | --- | -------- | ---------------- |
| 1        | 法務局天王寺出張所・クレオ大阪中央・大阪府ITステーション 府盲人福祉センター・天王寺区保健福祉センター分館 天王寺消防署・天王寺郵便局・天王寺区役所 大阪国際交流センター 大阪府障害者社会参加促進センター(インフォメーション・プラザ・オオサカ) 天王寺区民センター | 北東改札 | エレベーターあり |
| 2        | 天王寺区民センター・天王寺区老人福祉センター | 北西改札 |                  |
| 3        | 天王寺区在宅サービスセンターゆうあい 大阪府病院年金会館・天王寺警察署 | 南東改札 |                  |
| 4        | 四天王寺 | 南東改札 |                  |
| 5        | 大阪府夕陽丘庁舎・なにわ南府税事務所・大阪自動車税事務所 関西特許情報センター・愛染堂・清水寺・大江神社 | 南西改札 | エレベーターあり |

- 4号出口
- 改札口

## 利用状況
2024年11月12日の1日乗降人員は25,405人（乗車人員：12,349人、降車人員：13,056人）であり、谷町線の駅では26駅中11位（他線と合算しない単独駅では第5位）。
各年度の特定日における利用状況は下表の通りである。なお1969・1995年度の記録についてはそれぞれ1970・1996年に行われた調査であるが、会計年度上表中に記載の年度となる。
一貫して降車人員が乗車人員を上回っている。現在はそれほど大きな差ではないものの、1970年代までは隣の天王寺駅が谷町線の始発駅であったことからより大きな差となっていた（逆に同線天王寺駅は乗車人員の方が多かった）。
| 年度               | 調査日   | 乗車人員 | 降車人員 | 乗降人員 | 出典          | 出典          |
| 年度               | 調査日   | 乗車人員 | 降車人員 | 乗降人員 | メトロ        | 大阪府        |
| ------------------ | -------- | -------- | -------- | -------- | ------------- | ------------- |
| 1969年（昭和44年） | 01月27日 | 7,748    | 8,619    | 16,367   |               | [ 大阪府 1 ]  |
| 1970年（昭和45年） | 11月06日 | 9,637    | 11,067   | 20,704   |               | [ 大阪府 2 ]  |
| 1972年（昭和47年） | 11月14日 | 9,858    | 10,751   | 20,609   |               | [ 大阪府 3 ]  |
| 1975年（昭和50年） | 11月07日 | 10,523   | 11,453   | 21,976   |               | [ 大阪府 4 ]  |
| 1977年（昭和52年） | 11月18日 | 10,272   | 11,525   | 21,797   |               | [ 大阪府 5 ]  |
| 1981年（昭和56年） | 11月10日 | 11,049   | 11,871   | 22,920   |               | [ 大阪府 6 ]  |
| 1985年（昭和60年） | 11月12日 | 11,789   | 12,642   | 24,431   |               | [ 大阪府 7 ]  |
| 1987年（昭和62年） | 11月10日 | 11,971   | 12,922   | 24,893   |               | [ 大阪府 8 ]  |
| 1990年（平成02年） | 11月06日 | 11,919   | 12,252   | 24,171   |               | [ 大阪府 9 ]  |
| 1995年（平成07年） | 02月15日 | 9,223    | 9,504    | 18,727   |               | [ 大阪府 10 ] |
| 1998年（平成10年） | 11月10日 | 10,135   | 10,622   | 20,757   |               | [ 大阪府 11 ] |
| 2007年（平成19年） | 11月13日 | 11,164   | 11,802   | 22,966   |               | [ 大阪府 12 ] |
| 2008年（平成20年） | 11月11日 | 11,376   | 11,918   | 23,294   |               | [ 大阪府 13 ] |
| 2009年（平成21年） | 11月10日 | 11,413   | 11,866   | 23,279   |               | [ 大阪府 14 ] |
| 2010年（平成22年） | 11月09日 | 11,712   | 12,252   | 23,964   |               | [ 大阪府 15 ] |
| 2011年（平成23年） | 11月08日 | 11,713   | 12,267   | 23,980   |               | [ 大阪府 16 ] |
| 2012年（平成24年） | 11月13日 | 11,858   | 12,249   | 24,107   |               | [ 大阪府 17 ] |
| 2013年（平成25年） | 11月19日 | 11,905   | 12,502   | 24,407   | [ メトロ 1 ]  | [ 大阪府 18 ] |
| 2014年（平成26年） | 11月11日 | 12,536   | 13,176   | 25,712   | [ メトロ 2 ]  | [ 大阪府 19 ] |
| 2015年（平成27年） | 11月17日 | 13,343   | 13,678   | 27,021   | [ メトロ 3 ]  | [ 大阪府 20 ] |
| 2016年（平成28年） | 11月08日 | 12,906   | 13,240   | 26,146   | [ メトロ 4 ]  | [ 大阪府 21 ] |
| 2017年（平成29年） | 11月14日 | 12,535   | 12,768   | 25,303   | [ メトロ 5 ]  | [ 大阪府 22 ] |
| 2018年（平成30年） | 11月13日 | 12,883   | 13,410   | 26,293   | [ メトロ 6 ]  | [ 大阪府 23 ] |
| 2019年（令和元年） | 11月12日 | 12,553   | 13,168   | 25,721   | [ メトロ 7 ]  | [ 大阪府 24 ] |
| 2020年（令和02年） | 11月10日 | 11,012   | 11,252   | 22,264   | [ メトロ 8 ]  | [ 大阪府 25 ] |
| 2021年（令和03年） | 11月16日 | 11,471   | 11,734   | 23,205   | [ メトロ 9 ]  | [ 大阪府 26 ] |
| 2022年（令和04年） | 11月15日 | 11,283   | 11,793   | 23,076   | [ メトロ 10 ] | [ 大阪府 27 ] |
| 2023年（令和05年） | 11月07日 | 12,045   | 12,515   | 24,560   | [ メトロ 11 ] | [ 大阪府 28 ] |
| 2024年（令和06年） | 11月12日 | 12,349   | 13,056   | 25,405   | [ メトロ 12 ] |               |

## 駅周辺

### 寺院・神社
- 四天王寺
  - 四天王寺本坊庭園
  - 四天王寺八角亭
- 勝鬘院（愛染堂）
- 真光院
- 太平寺 - 十三参りの寺
- 吉祥寺 - 赤穂浪士の墓
- 円成院
- 清水寺
- 興禅寺
- 泰聖寺
- 一心寺
  - 一心寺シアター倶楽
- 竹林寺
- 大江神社
- 安居神社
- 五條宮
- 天理教 大阪教務支庁

### 学校
- 大阪夕陽丘学園短期大学
- 大阪夕陽丘学園高等学校
- 大阪星光学院中学校・高等学校
- 四天王寺中学校・高等学校
- YMCA学院高等学校
- 大阪市立夕陽丘中学校
- 大阪市立大江小学校
- 大阪市立五条小学校
- 大阪国際福祉専門学校
- 日本医療秘書専門学校
- 大阪府立夕陽丘高等職業技術専門校

### 公共施設など
- 大阪法務局 天王寺出張所
- 天王寺警察署
- 天王寺区役所
- 天王寺区民センター
- クレオ大阪中央（大阪市立男女共同参画センター中央館）
- 大阪国際交流センター
- 大阪警察病院
- 四天王寺病院
- 天王寺郵便局
  - ゆうちょ銀行 天王寺店

### その他
- 天王寺七坂
  - 口縄坂
- 金剛組 本社
- 近鉄タクシー 本社
- パイン 本社
- 大阪信用金庫 本店
- マルニ伊勢屋本店

## バス路線
大阪シティバス・近鉄バスにより運行されている。
四天王寺前夕陽ヶ丘（大阪シティバス）
- 22号系統：あべの橋

天王寺警察署前（大阪シティバス）
- 22号系統：諏訪神社前/あべの橋
- 62号系統：大阪駅前/住吉車庫前

四天王寺参道口（近鉄バス）
- 10番：あべの橋（あべのハルカス）/近鉄上本町駅
- 12番：あべの橋東口（あべのハルカス東口）/近鉄上本町駅

## 隣の駅
大阪市高速電気軌道 (Osaka Metro)
 谷町線
谷町九丁目駅 (T25) - 四天王寺前夕陽ヶ丘駅 (T26) - 天王寺駅 (T27)
( ) 内は駅番号を示す。

### 記事本文

### 利用状況
1. ↑  路線別駅別乗降人員 - 大阪市高速電気軌道
2. ↑  大阪府統計年鑑 - 大阪府
3. ↑  大阪市統計書 - 大阪市

#### 大阪市高速電気軌道
1. ↑  路線別乗降人員 （2013年11月19日（火）交通調査） (PDF)
2. ↑  路線別乗降人員 （2014年11月11日（火）交通調査） (PDF)
3. ↑  路線別乗降人員 （2015年11月17日（火）交通調査） (PDF)
4. ↑  路線別乗降人員 （2016年11月8日（火）交通調査） (PDF)
5. ↑  路線別乗降人員 （2017年11月14日（火）交通調査） (PDF)
6. ↑  路線別乗降人員 （2018年11月13日（火）交通調査） (PDF)
7. ↑  路線別乗降人員 （2019年11月12日（火）交通調査） (PDF)
8. ↑  路線別乗降人員 （2020年11月10日（火）交通調査） (PDF)
9. ↑  路線別乗降人員 （2021年11月16日（火）交通調査） (PDF)
10. ↑  路線別乗降人員 （2022年11月15日（火）交通調査） (PDF)
11. ↑  路線別乗降人員 （2023年11月7日（火）交通調査） (PDF)
12. ↑  路線別乗降人員 （2024年11月12日（火）交通調査） (PDF)

#### 大阪府統計年鑑
1. ↑  大阪府統計年鑑（昭和45年） (PDF)
2. ↑  大阪府統計年鑑（昭和46年） (PDF)
3. ↑  大阪府統計年鑑（昭和48年） (PDF)
4. ↑  大阪府統計年鑑（昭和51年） (PDF)
5. ↑  大阪府統計年鑑（昭和53年） (PDF)
6. ↑  大阪府統計年鑑（昭和57年） (PDF)
7. ↑  大阪府統計年鑑（昭和61年） (PDF)
8. ↑  大阪府統計年鑑（昭和63年） (PDF)
9. ↑  大阪府統計年鑑（平成3年） (PDF)
10. ↑  大阪府統計年鑑（平成8年） (PDF)
11. ↑  大阪府統計年鑑（平成11年） (PDF)
12. ↑  大阪府統計年鑑（平成20年） (PDF)
13. ↑  大阪府統計年鑑（平成21年） (PDF)
14. ↑  大阪府統計年鑑（平成22年） (PDF)
15. ↑  大阪府統計年鑑（平成23年） (PDF)
16. ↑  大阪府統計年鑑（平成24年） (PDF)
17. ↑  大阪府統計年鑑（平成25年） (PDF)
18. ↑  大阪府統計年鑑（平成26年） (PDF)
19. ↑  大阪府統計年鑑（平成27年） (PDF)
20. ↑  大阪府統計年鑑（平成28年） (PDF)
21. ↑  大阪府統計年鑑（平成29年） (PDF)
22. ↑  大阪府統計年鑑（平成30年） (PDF)
23. ↑  大阪府統計年鑑（令和元年） (PDF)
24. ↑  大阪府統計年鑑（令和2年） (PDF)
25. ↑  大阪府統計年鑑（令和3年） (PDF)
26. ↑  大阪府統計年鑑（令和4年） (PDF)
27. ↑  大阪府統計年鑑（令和5年） (PDF)
28. ↑  大阪府統計年鑑（令和6年） (PDF)